# Sujata Bhatt
Sujata Bhatt (Ahmedabad, 6 maggio 1956) è una poetessa e traduttrice indiana.

## Biografia
Sujata Bhatt è nata ad Ahmedabad e ha trascorso l'infanzia a Pune prima di trasferirsi a New Orleans con la famiglia nel 1968. Qui si è laureata all'Università dell'Iowa e nel 1987 ha esordito con la raccolta Brunizem, che le è valso il Alice Hunt Bartlett Prize e il Commonwealth Poetry Prize. Da allora ha pubblicato una decina di raccolte poetiche, oltre a tradurre diverse poesie dal gujarati all'inglese per un'antologie di poetessie indiane pubblicata dalla Penguin Books.
Vive a Brema con il marito, lo scrittore Michael Augustin, e la figlia.

## Opere (parziale)
- Brunizem (1988)
- The One Who Goes Away (1989)
- Monkey Shadows (1991)
- The Stinking Rose (1995)
- Point No Point (1997)
- Augatora (2000)
- The Colour of Solitude (2002)
- Pure Lizard (2008)